# Rejon karasucki
Rejon karasucki (ros Карасукский район) – rejon będący jednostką podziału administracyjnego rosyjskiego obwodu nowosybirskiego.

## Historia
Pierwsze kontakty tych ziem z Rosją zaczynają się pod koniec XVI wieku. Pionierami rosyjskiego osadnictwa na tym obszarze byli zesłańcy oraz zbiegli chłopi pańszczyźniani. Zdecydowana kolonizacja rosyjska rusza w drugiej połowie XVIII wieku, co idzie w parze z rozwojem wydobycia kamieni szlachetnych i minerałów oraz rozwojem metalurgii. Napływ robotników do tych dziedzin rosyjskiej gospodarki wytworzył zapotrzebowanie na stworzenie bazy zaopatrzeniowej, w postaci zorganizowanych terenów rolniczych oraz drobnych zakładów wytwórczych. Ziemie były tu szczególnie urodzajne, a władze rosyjskie promowały osadnictwo i sprowadzały ludność zachodnich części Imperium Rosyjskiego. W okresie reform administracyjnych w roku 1816 i 1834 zostaje utworzona wołost karasucka, podlegała ona administracyjnie najpierw pod Koływań, a od 1856 roku pod Barnauł, oba miasta leżące w tomskiej guberni. Prawie 40% nowych mieszkańców przybywających w tym okresie na te ziemie pochodziło z guberni tobolskiej. Od 1865 roku decyzją imperatora Aleksandra II Romanowa prowadzono na tym terenie intensywną akcję osiedleńczą, a każdy chłop z zachodnich rubieży kraju, który zdecydowałby się na przyjazd na ziemię karasucką otrzymywał 15 dziesięcin ziemi za każdą osobę, a także darmowe drewno na opał i konstrukcję domostw oraz zabudowań gospodarczych. W 1884 roku na terenie wołostu karasuckiego znajdowały się 44 osiedla ludzkie, od 1880 roku działa szkoła publiczna. Nowa fala osadników przybywa w okresie reform Piotra Stołypina.
W 1912 roku przez te tereny wytyczono jedną z tras kolejowych, prace rozpoczęto na początku 1916 roku, a pierwszy pociąg wjechał na stację w Karasuku 10 stycznia 1917 roku. W okresie rosyjskiej wojny domowej ziemie te znajdowały się pod kontrolą rządu admirała Aleksandra Kołczaka, a następnie zostały zajęte przez sowietów. Rejon został sformowany w czasie jednej z reform administracyjnych w 1925 roku. Obecną nazwę otrzymał osiem lat później, w 1933 roku. W czasach sowieckich rejon przeszedł m.in. okres forsownej kolektywizacji propagowanej przez Józefa Stalina. Inwestowano także w przemysł, tworząc m.in. zakład przetwarzania mięs oraz kilka innych zakładów wytwórczych. Od 1937 roku należał do Kraju Ałtajskiego, a 1944 roku włączono go w granice obwodu nowosybirskiego. Po zakończeniu II wojny światowej władze inwestują w rozwój kultury na tym terenie, powstają m.in. domy kultury, kina, hotele, kluby kulturalne. Tworzono także nowe zakłady, a także rozwijano nieustannie dostępną powierzchnię mieszkaniową. Warunki gospodarcze pogarszają się w latach osiemdziesiątych oraz po rozpadzie Związku Radzieckiego, już w nowej, rosyjskiej rzeczywistości. Rejon karasucki zyskuje wtedy nowe znaczenie jako obszar pograniczny, tuż przy granicy z Kazachstanem.

## Charakterystyka
Rejon karasucki położony jest w południowej części obwodu nowosybirskiego, tuż przy granicy z Kazachstanem. Odległość od obwodowej stolicy, Nowosybirska wynosi 555 kilometrów. Większą część terenu jest płaska, zajmują ją głównie stepy, jego południowa część jest obszarem depresyjnym. Przez około 240 dni w roku temperatury utrzymują się w okolicach zera, najniższa odnotowana temperatura to -48 stopni Celsjusza. Zimą temperatury wahają się pomiędzy -17 C a -19 C, dodatnie temperatury zaczynają się pojawiać w okolicach kwietnia. Wiosną dochodzi do częstych podtopień, a sam rejon jest bogaty w jeziora, które zajmują łącznie 167 kilometrów kwadratowych. Rzeki i jeziora bogate są w ryby, co sprawia, że rybołówstwo ma tu szczególne znaczenie. Ziemie są urodzajne, ale z uwagi na niekorzystne warunki klimatyczne okres wzrastania i zbiorów jest bardzo krótki. W 2010 roku rolnictwo w regionie wyprodukowało 69 520 ton różnych zbóż, 5723 tony mięsa, 33 478 ton mleka. Przemysł jest jednym z głównych sektorów karasuckiej gospodarki i skupia się on głównie na przetwórstwie produktów żywnościowych i mięs. Ważną jego gałęzią jest też budownictwo. W skład rejonu wchodzi jedno osiedle typu miejskiego i 11 osiedli typu wiejskiego.
Rejon jest korzystnie położony u zbiegu ważnych arterii komunikacyjnych regionu, zarówno drogowych jak i kolejowych. Łączna długość dróg na obszarze rejonu wynosi 448 kilometrów, z czego 338,6 kilometrów to drogi o utwardzonej nawierzchni. Na terenie rejonu znajduje się 105 różnych obiektów sportowych, o łącznej powierzchni 225,7 metrów kwadratowych, w tym wielofunkcyjny stadion "Łokomotiw", pływalnia, wielofunkcyjny kompleks sportowy, 3 hokejowe lodowiska, zimą popularne jest narciarstwo. Władze inwestują w budownictwo mieszkaniowe, a także rozwój sieci wodno-kanalizacjnych, grzewczych oraz tworzenie nowych studni głębinowych. Na początku 2012 roku w rejonie zarejestrowanych było 1365 małych i średnich przedsiębiorstw. Na terenie rejonu działają 44 szkoły publiczne różnego typu, 45 klubów kulturalnych, muzeum, 37 kin, 28 bibliotek oraz muzeum. Znajduje się tu także pięć szpitali i kilka innych, mniejszych placówek opieki medycznej.

## Demografia

### Wiadomości ogólne
Liczba mieszkańców rejonu karasuckiego według rosyjskiego spisu powszechnego z 2010 roku wyniosła 46 837 ludzi. W 2011 liczba ta miała wynieść 46 223 dusz. Według statystyk miejscowych władz 1 stycznia 2012 roku na terenie rejonu żyło 45 761 mieszkańców. 59,9% ludności znajdowało się w wieku produkcyjnym. Na początku 2012 roku średnia miesięczna pensja wynosiła 11 667 rubli.

### Struktura narodowościowa
- Rosjanie - 82,8%
- Niemcy - 6,6%
- Ukraińcy - 5,9%
- Kazachowie - 4,3%
- Inne narodowości - 0,4%[11]

### Liczba ludności w ostatnich latach
| Rok  | Liczba ludności |
| ---- | --------------- |
| 2005 | 47 616          |
| 2006 | 47 364          |
| 2007 | 47 571          |
| 2008 | 47 593          |
| 2009 | 47 450          |
| 2010 | 46 837          |
| 2011 | 46 223          |
| 2012 | 45 761          |